# Microdalyellia picta
Microdalyellia picta är en plattmaskart som först beskrevs av Schmidt 1848.  Microdalyellia picta ingår i släktet Microdalyellia, och familjen Dalyelliidae. Arten är reproducerande i Sverige.